# Barbara Hendricks (femme politique)
Cet article concerne la femme politique allemande. Pour la cantatrice américaine, voir Barbara Hendricks. Pour les autres homonymes, voir Hendricks.
Barbara Anne Hendricks, née le 22 avril 1952 à Clèves (Rhénanie-du-Nord-Westphalie), est une femme politique allemande membre du Parti social-démocrate d'Allemagne (SPD). Elle est ministre fédérale de l'Environnement de 2013 à 2018.

## Biographie
Barbara Hendricks a annoncé publiquement son homosexualité quelques jours après être devenue ministre en 2013.

### Sources
- (en) Cet article est partiellement ou en totalité issu de l’article de Wikipédia en anglais intitulé « Barbara Hendricks (politician) » (voir la liste des auteurs).